# Vânia Fernandes
Vânia Sofia Olim Marote de Ribeiro Fernandes (Funchal, 3 febbraio 1985) è una cantante portoghese di musica jazz che si è formata alla Hot Clube - Escola de jazz Luiz Villas Boas, conosciuta per la particolare capacità di dominare la tecnica dello Scat.
Dopo aver cominciato precocemente la propria carriera a partire dal 1997 con le prime apparizioni in competizioni dapprima di carattere regionale, come il Funchal a Cantar nel 1999, ha di seguito partecipato a concorsi canori di rilevanza nazionale, come Talentos à solta. È diventata famosa in Portogallo dopo la vittoria nel 2007 del programma Operazione trionfo 3 trasmessa dalla Rádio e Televisão de Portugal e per aver vinto nel 2008 la competizione canora nazionale Festival RTP da Canção. Diventa cantante apprezzata in tutta Europa dopo la partecipazione Eurovision Song Contest 2008 con la canzone Senhora do mar (un tipico fado lusitano), che riporta il paese lusitano alla finale dell'evento dopo 5 anni, e riceve il premio della giuria.